# José Bergamín
José Bergamín Gutiérrez (Madrid, 30 de diciembre de 1895-Fuenterrabía, Guipúzcoa, 28 de agosto de 1983) fue un escritor español que cultivó el drama, el ensayo, el teatro y la poesía.

## Biografía

### Infancia y juventud

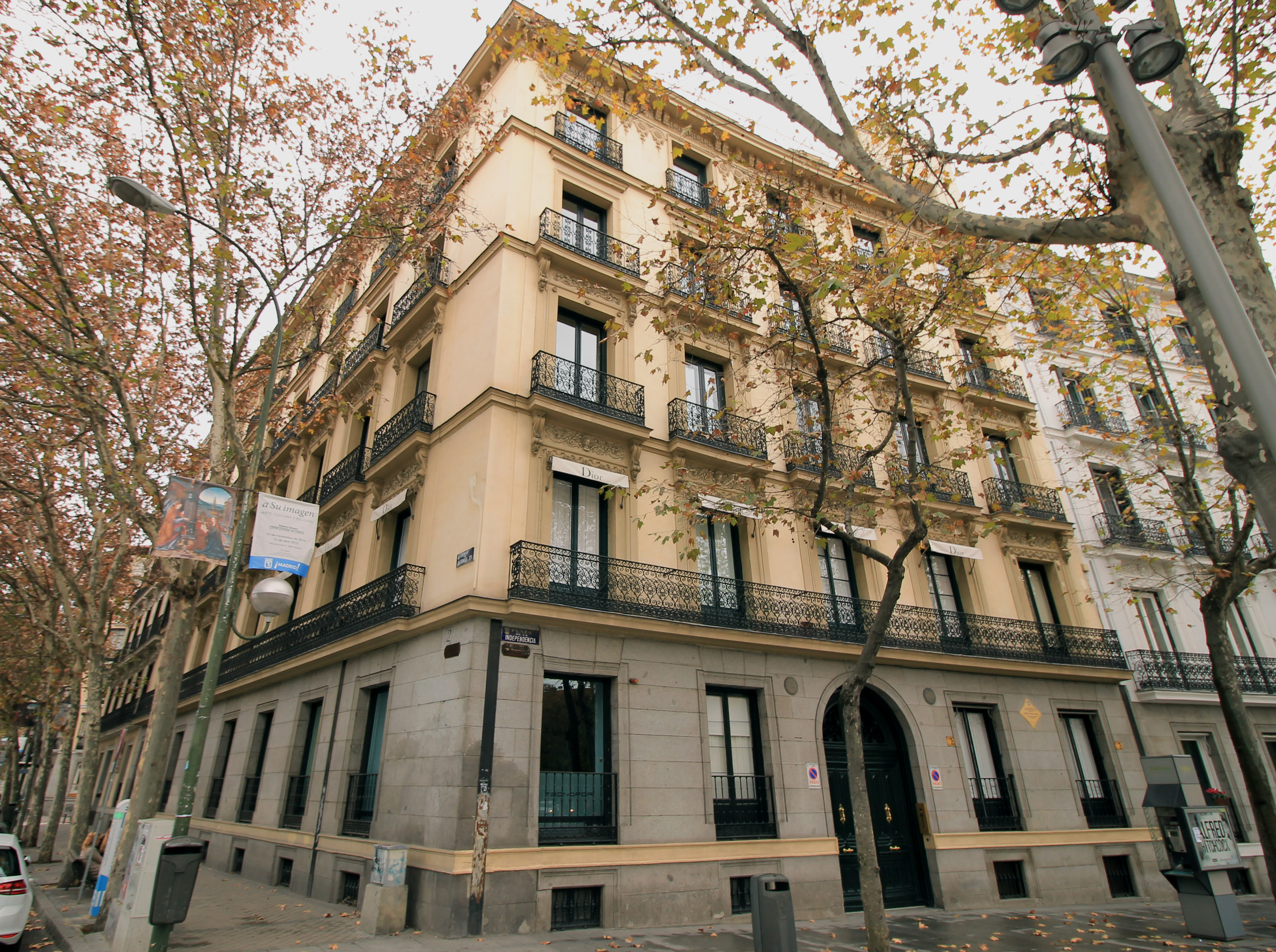
N.º 8 de la Plaza de la Independencia de Madrid (Casas Salabert), donde nació Bergamín.

Hijo de Francisco Bergamín García —conocido ministro de la Restauración como miembro del Partido Liberal-Conservador— y de Rosario Gutiérrez López —católica fervorosa—, fue el último de los trece hermanos que formaban una acomodada familia. El futuro escritor nunca renegó de esta doble herencia: de su padre obtuvo el interés por la política y de su madre una influencia religiosa decisiva; toda su vida trató de congraciar catolicismo y comunismo («con los comunistas hasta la muerte... pero ni un paso más allá», dirá).
Estudió leyes en la Universidad Central de Madrid. Sus primeros artículos aparecieron en la revista Índice, dirigida por Juan Ramón Jiménez, en los años 1921 y 1922; su amistad con el gran poeta será tan intensa y duradera como la que sostuvo con Miguel de Unamuno, que es también una de las principales fuentes intelectuales en su obra. Fue en Índice donde, según él, surgió toda la nómina de escritores de la generación del 27, marbete que detestaba, pues prefería denominarla "Generación de la República". La crítica oficial le ha negado siempre su pertenencia a dicho grupo y le clasifica más bien entre los miembros de la generación de 1914 o novecentismo, pero la verdad es que participó en los comienzos del 27, colaboró en todas sus publicaciones y fue editor de sus primeros libros, por lo que puede decirse que fue uno de sus representantes más genuinos. Por otra parte, se considera a Bergamín como el principal discípulo de Unamuno y uno de los mejores ensayistas en español del siglo XX, y se aprecia en sus escritos la calidad de página de un consumado y original estilista. Sus temas preferidos van desde los mitos literarios a España, el Siglo de Oro, la mística, la política o la tauromaquia.
Pero es precisamente la originalidad de su obra literaria y su gusto unamuniano por lo paradójico lo que ha desconcertado a los historiadores menos sensibles de la literatura española, perjudicando a su fama pese a su activísima labor literaria en el terreno del aforismo, el ensayo, la lírica, la edición y el teatro. Pero eso no le importaba demasiado y, de hecho, él mismo deseó convertirse en lo que fue: un auténtico fantasma en el mundo cultural español.

### Dictadura de Primo de Rivera y República
Opuesto a la dictadura de Miguel Primo de Rivera, participó en un mitin político en Salamanca junto a Unamuno en apoyo de los ideales republicanos. En 1928 se casa con Rosario Arniches, hija del comediógrafo Carlos Arniches. Colaboró en las revistas culturales de la época, entre ellas La Gaceta Literaria, fundada por Ernesto Giménez Caballero en 1927. Y al proclamarse la II República en 1931 ocupó por breve tiempo el cargo de director general de Seguros en el primer Ministerio de Trabajo republicano a las órdenes de Largo Caballero. 
Durante la República Bergamín alcanzó la cúspide de su reconocimiento intelectual, siendo una figura de influencia para la izquierda republicana a través de sus escritos literarios y periodísticos. En 1933 funda y dirige Cruz y Raya, "revista del más y del menos" o "de la afirmación y la negación", la publicación más original, abierta e independiente de entonces, donde participaron numerosos autores del 27. Su último número, el 39, apareció en junio de 1936, días antes del inicio de la Guerra Civil, y muere junto a la Segunda República. También en 1933 publica un importante ensayo, Mangas y capirotes, en el que interpreta el teatro barroco del siglo XVII.

### Guerra civil
Tras el inicio de la Guerra civil española presidió la Alianza de Intelectuales Antifascistas y fue nombrado agregado cultural en la Embajada española en París, donde se ocupó en buscar apoyos morales y financieros para la decaída República; su nombre está asociado en esta época a numerosas empresas culturales durante la contienda. Escribe en las revistas El Mono Azul, Hora de España y Cuadernos de Madrid. Como parte de esta tarea, consiguió que España fuese en 1937 la sede del II Congreso Internacional de Escritores para la Defensa de la Cultura, que reunió a más de un centenar de intelectuales llegados de casi todas partes del mundo. Asimismo, fue miembro de la delegación española la Exposición Internacional de París, la cual hizo a Pablo Picasso el encargo oficial del Guernica.
En esa etapa comenzó a vestir un mono azul de miliciano, que dio nombre a la revista El Mono Azul. En ella colaboraron muchos de los principales intelectuales republicanos del momento, con el propósito de revindicar la República frente al fascismo y el bando sublevado. Ello motivó también que publicase ataques contra figuras afines al golpe, como Sánchez Mazas o Giménez Caballero, y otras como Miguel de Unamuno.

### Posguerra y exilio
Al triunfar Franco se fue al exilio llevándose un ejemplar de Poeta en Nueva York que le había dado Federico García Lorca poco antes de morir, el cual editará él mismo. Marchó primero a México, donde estuvo de 1939 a 1947. Allí fundó la revista España Peregrina, que recogió las aspiraciones de los escritores exiliados, y la Editorial Séneca, donde aparecieron las primeras Obras completas de Antonio Machado y obras de Rafael Alberti, César Vallejo, Federico García Lorca y Luis Cernuda, entre otros. Asimismo estrenó tres piezas teatrales de hondo compromiso político: La muerte burlada (1944), La hija de Dios (1945), fundada en la Hécuba de Eurípides y en la que denuncia sutilmente el sufrimiento al que se ha visto sometido el pueblo español en la Guerra Civil, y La niña guerrillera (1945), pieza breve en que inspirándose en el romancero denuncia el poder ilegítimo de los insurrectos.
Marchó luego brevemente a Venezuela —país donde coincidió con su hermano arquitecto Rafael Bergamín, quien tendría allí veinte años de fructífera labor—, y después a Uruguay, en cuya capital Montevideo permaneció entre 1945 y 1954, estrenando sus obras Melusina y el espejo (1952) y Medea la Encantadora (1954). La primera es de inspiración barroca y plasma una bella metáfora sobre la imposibilidad de domeñar vida y amor, entidades libres que corren lejos de nuestros intentos por apresarlas; la segunda es una relectura cristiana del mito griego: la protagonista se cree divina e, incapaz de asumir la maternidad, algo que es humano, mata a sus hijos.
Por último estuvo residiendo en Francia entre 1954 y 1958. Allí escribió La sangre de Antígona (1956), nueva metáfora sobre la guerra fratricida entre españoles, y La cama, tumba del sueño o El dormitorio, una pieza de aire existencialista sobre la debilidad del hombre (1956).

### Segundo franquismo y Transición
Volvió a España en 1958, continuando su actividad literaria. En 1961 sacó sus Renuevos de Cruz y Raya en la editorial "Cruz del Sur" que Arturo Soria, español regresado también de su exilio en Chile, había fundado. Pero, arrestado como sospechoso por sus relaciones con la oposición al régimen, su apartamento fue quemado.[cita requerida]
En 1961 Juan Ignacio Luca de Tena, director del diario afín al régimen ABC, publicó una pieza contra Bergamín, acusándole de haber apoyado el "terror rojo" e ignorado peticiones de amigos potencialmente en riesgo durante la Guerra Civil. Bergamín no respondió a la pieza, pero recibió el apoyo del exfalangista Dionisio Ridruejo, que recordó el papel de Luca de Tena en la organización del golpe de Estado del 36. El año siguiente, en el contexto de la huelga minera de Asturias de 1962, Bergamín publicó un manifiesto firmado por otros cien intelectuales en El Español acusando al Gobierno de torturas y represión contra los trabajadores de la huelga. El artículo fue publicado junto a una réplica del ministro de Información y Turismo, Manuel Fraga Iribarne, en la que le señaló y vinculó con supuestos crímenes de guerra. Esto le forzó a dejar el país de nuevo.
Bergamín volvió definitivamente a España en 1970, tras la salida de Fraga del Gobierno, y vivió en Madrid en los años sucesivos. En esta etapa reeditó algunas de sus obras del exilio y realizó una aproximación al sainete y el género chico (el autor se había casado con una hija de Carlos Arniches) en el volumen De una España peregrina (1972). La mayoría de su actividad en ese periodo fue no obstante fundamentalmente periodística y política. Se convirtió en un fuerte crítico del proceso de la Transición española, lo que le supuso nuevas polémicas y episodios de censura.
En las primeras elecciones democráticas desde la muerte de Franco mantuvo su posición republicana y publicó el manifiesto Error monarquía; de hecho escribirá «mi mundo no es de este reino». Acabó sus días apoyando a los independentistas vascos y a la coalición independentista Herri Batasuna con su trabajo en el diario Egin y en la revista Punto y Hora de Euskal Herria. Los últimos años de su vida los vivió en el País Vasco, donde murió en 1983. El tema de España se halla también muy presente en su obra, y sintetizó su postura al respecto en el soneto «Ecce España». José Bergamín tuvo como última decisión ser enterrado en Fuenterrabía «para no dar mis huesos a tierra española».

## Legado y homenajes
José Mujica declaró que Bergamín, junto con el Che Guevara, Fidel Castro, y Barack Obama, fueron las personas que más le dejaron una fuerte impresión en su vida.
- Da nombre a una calle en el distrito de Moratalaz, Madrid, en el código postal número 28030.[12]
- En el número 8 de la plaza de la Independencia de Madrid se encuentra una placa en su honor. Realizada en 1955, indica el lugar donde Bergamín nació en 1895. La placa indica «poeta de una España peregrina», señalando el exilio del poeta.[13]

## Obras

### Prosa
- El cohete y la estrella, Madrid: Índice, 1923.
- Caracteres, Málaga, «Litoral», 1926.
- Mangas y capirotes (España en su laberinto teatral del XVII), Madrid: Plutarco, 1933. Segunda edición: Buenos Aires, Argos, 1950.
- La cabeza a pájaros, Cruz y Raya, Ediciones del árbol, 1934 (Dibujo de Benjamín Palencia).
- La más leve idea de Lope, Madrid: Ediciones del Árbol, 1936.
- Presencia de espíritu, Madrid: Ediciones del Árbol, 1936.
- El alma en un hilo, [México, D.F.]: Séneca, 1940.
- Detrás de la cruz: terrorismo y persecución religiosa en España, México: Séneca, 1941.
- La voz apagada: (Dante dantesco y otros ensayos), México: Editora Central, 1945.
- La corteza de la letra: (palabras desnudas), Buenos Aires: Losada, 1957.
- Lázaro, Don Juan y Segismundo. Madrid: Taurus, 1959.
- Fronteras infernales de la poesía, Madrid: Taurus, 1959.
- La decadencia del analfabetismo; La importancia del demonio, Santiago de Chile; Madrid: Cruz del Sur, 1961.
- El arte de birlibirloque; La estatua de Don Tancredo; El mundo por montera, Santiago de Chile; Madrid: Cruz del Sur, 1961.
- Al volver, Barcelona: Seix Barral, 1962.
- De una España peregrina, Madrid: Al-Borak, 1972.
- Beltenebros y otros ensayos sobre literatura española, Barcelona: Noguer, 1973.
- El clavo ardiendo, Barcelona: Aymá, 1974.
- Ilustración y defensa del toreo, Torremolinos: Litoral, 1974.
- La importancia del demonio y otras cosas sin importancia, Madrid: Júcar, 1974.
- El pensamiento perdido: páginas de guerra y del destierro, Madrid: Adra, 1976.
- Calderón y cierra España y otros ensayos disparatados, Barcelona: Planeta, 1979.
- El cohete y la estrella; La cabeza a pájaros, Madrid: Cátedra, 1981.
- Al fin y al cabo: (prosas), Madrid: Alianza, 1981.
- Aforismos de la cabeza parlante, Madrid: Turner, 1983.
- El pensamiento de un esqueleto: antología periodística, Torremolinos: Litoral, 1984.
- El pozo de la angustia, Barcelona: Anthropos, 1985.
- Prólogos epilogales, Valencia: Pre-Textos, 1985.
- La claridad del toreo, Madrid: Turner, 1987.
- La música callada del toreo, Madrid: Turner, 1989.
- Cristal del tiempo, Fuenterrabía: Hiru, 1995.
- Escritos en Euskal Herria, Tafalla: Txalaparta, 1995.
- Las ideas liebres: aforística y epigramática, 1935-1981, edición de Nigel Dennis, Barcelona: Destino, 1998.

### Teatro
- Tres escenas en ángulo recto, 1924.
- Los filólogos, 1925, impresa cincuenta y tres años más tarde en Madrid: Turner, 1978.
- Don Lindo de Almería (1926), ballet con música de Rodolfo Halffter estrenado en México en 1940, editado en Valencia: Pre-Textos, 1988.
- Enemigo que huye: Polifemo y Coloquio espiritual (1925-1926), Madrid: Biblioteca Nueva, 1927.
- Con Manuel Altolaguirre, La estrella de Valencia o El triunfo de las Germanías, (1937), inédita.
- Tanto tienes cuanto esperas y el cielo padece fuerza o la muerte burlada, en El Hijo pródigo, núms. 10-11, 1944.
- La muerte burlada (1944).
- La hija de Dios (1945).
- La niña guerrillera, México: Manuel Altoaguirre, 1945.
- ¿Adónde iré que no tiemble?, Revista de Guatemala n.º 1, Guatemala, 1951.
- Melusina y el espejo, Montevideo, Escritura, 1952.
- La sangre de Antígona (1956)
- La cama, tumba del sueño, o El dormitorio (1956)
- Los tejados de Madrid o el amor anduvo a gatas, Primer Acto, nº 21, Madrid, 1961.
- Medea, la encantadora (1954). Reeditada en Primer Acto, nº 44, Madrid, 1963.
- La risa en los huesos, Madrid: Nostromo, 1973. [Contiene: Tres escenas en ángulo recto (1924) y Enemigo que huye (1927)].

### Poesía
- Rimas y sonetos rezagados, Santiago de Chile y Madrid, Renuevos de Cruz y Raya, núms. 6-7, 1962. Reeditado por Huerga y Fierro editores, 2013.
- Duendecitos y coplas, Santiago de Chile / Madrid: Cruz del Sur, 1963.
- Del otoño y los mirlos: Madrid, El Retiro: otoño 1962, Barcelona: RM, 1975.
- Apartada orilla (1971-1972), Madrid: Turner, 1976.
- Velado desvelo (1973-1977), Madrid: Turner, 1978.
- Por debajo del sueño. Antología poética, Málaga: Litoral, 1979.
- La claridad desierta, Madrid: Turner, 1983.
- Canto rodado, Madrid: Turner, 1984.
- Hora última, Madrid: Turner, 1984.
- Poesías casi completas, Madrid: Alianza, 1984.
- Esperando la mano de nieve (1978-1981), Madrid: Turner, 1985.
- Antología poética, Madrid: Castalia, 1997.
- Poesías completas I, Edición a cargo de Nigel Dennis, Valencia: Pre-Textos, 2008.